# مقاطعة هايلاند (أوهايو)
مقاطعة هايلاند (بالإنجليزية: Highland County)‏ هي إحدى مقاطعات ولاية أوهايو في الولايات المتحدة الأمريكية.

## معرض صور

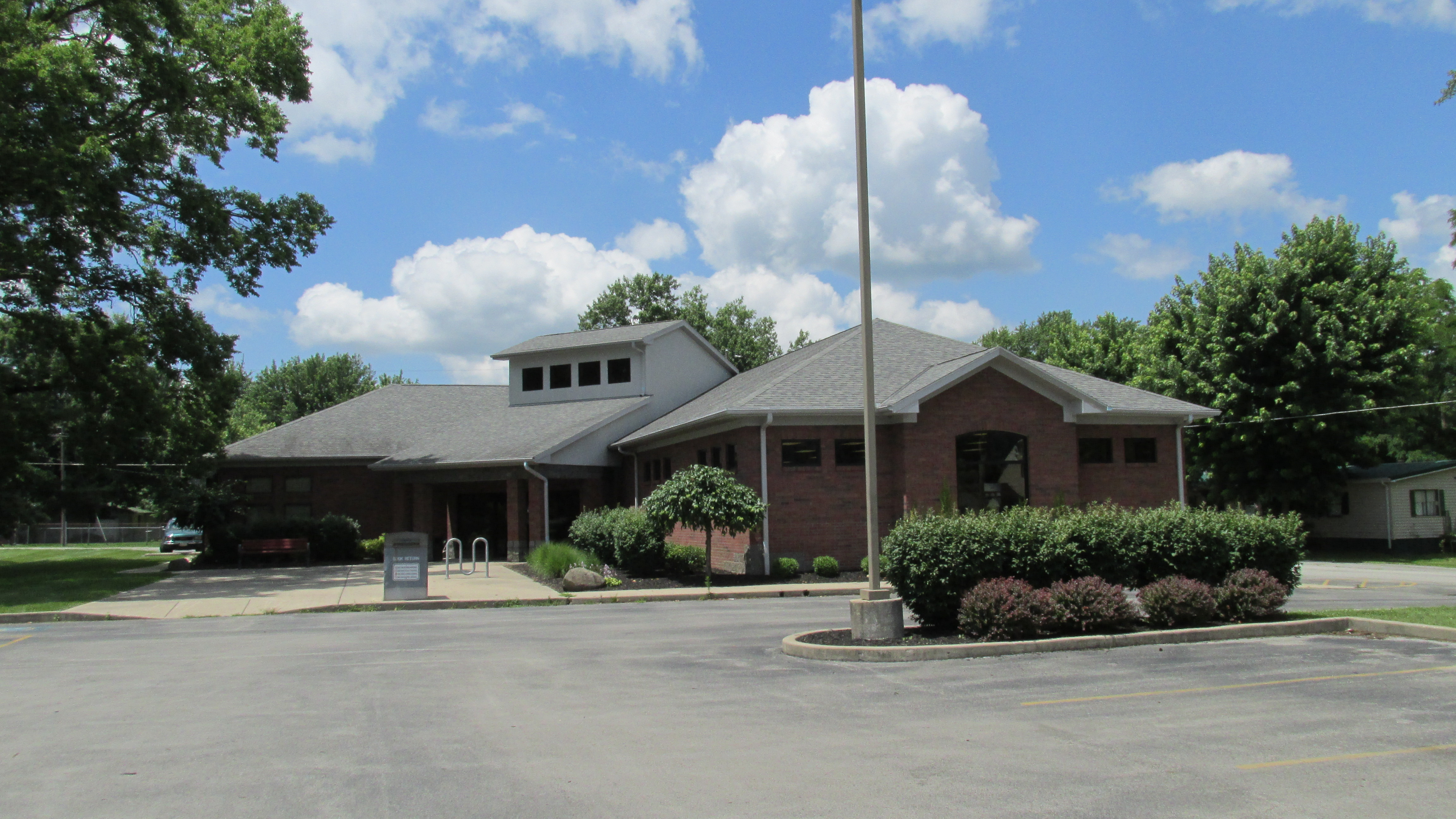
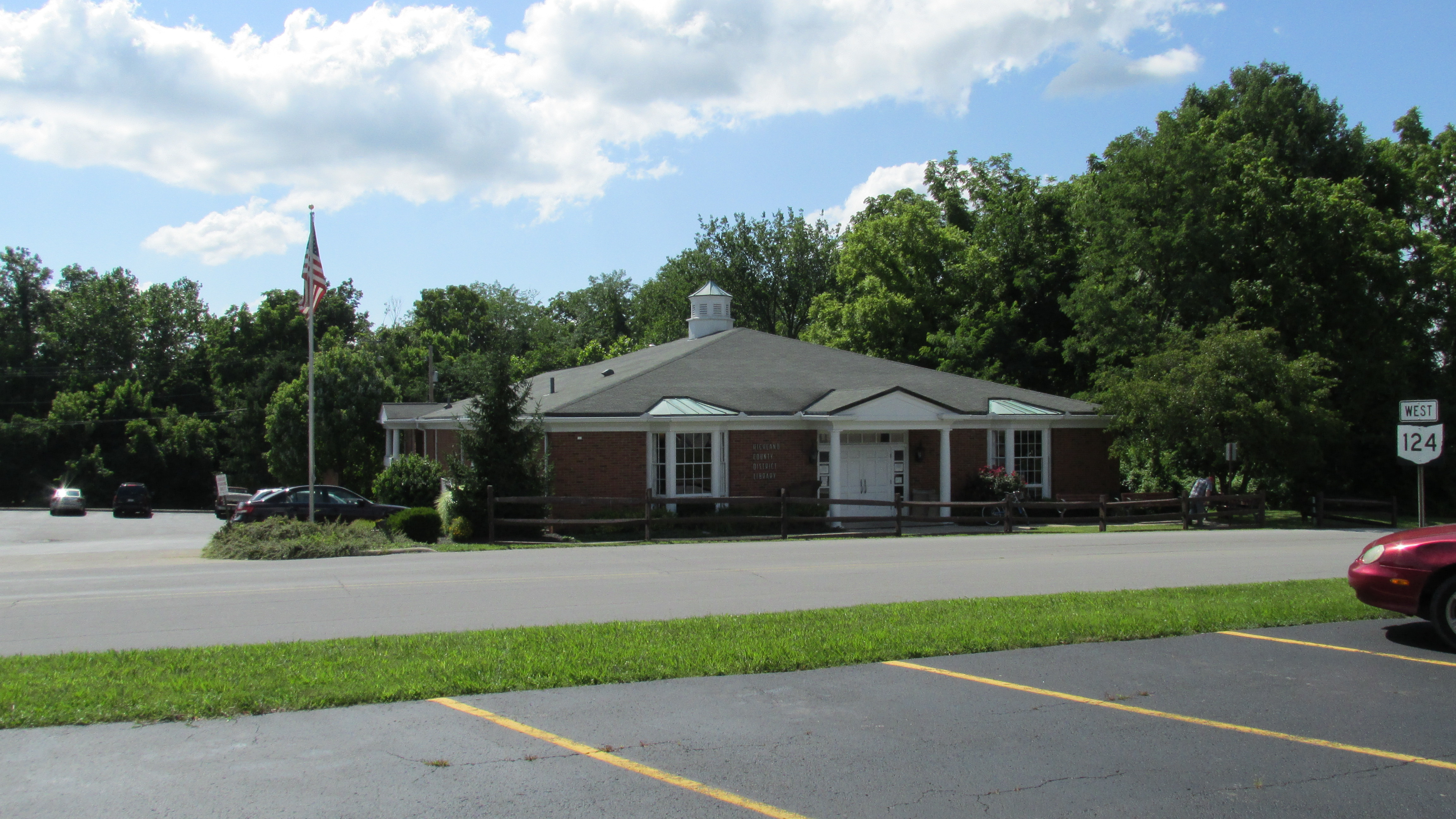
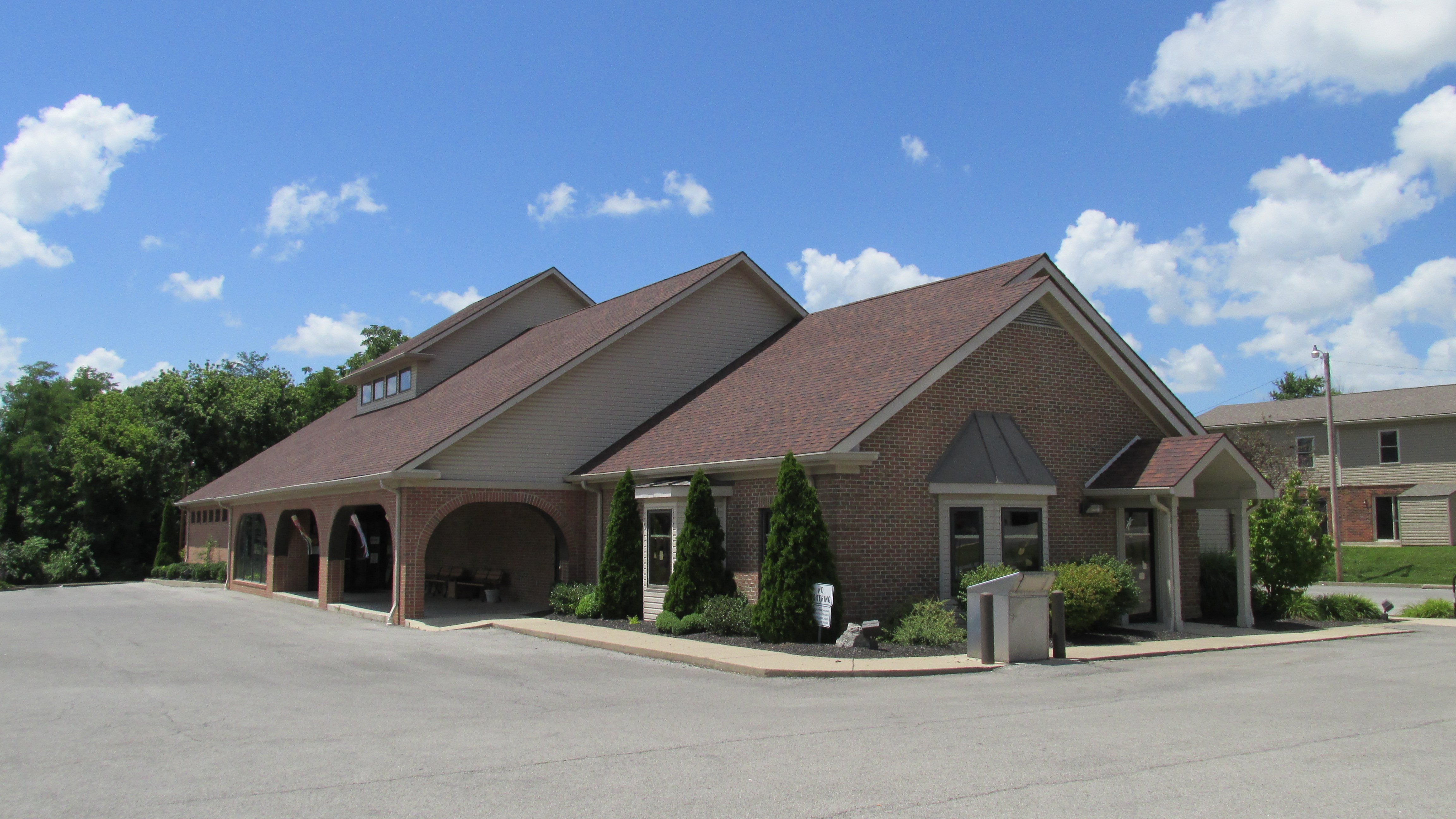
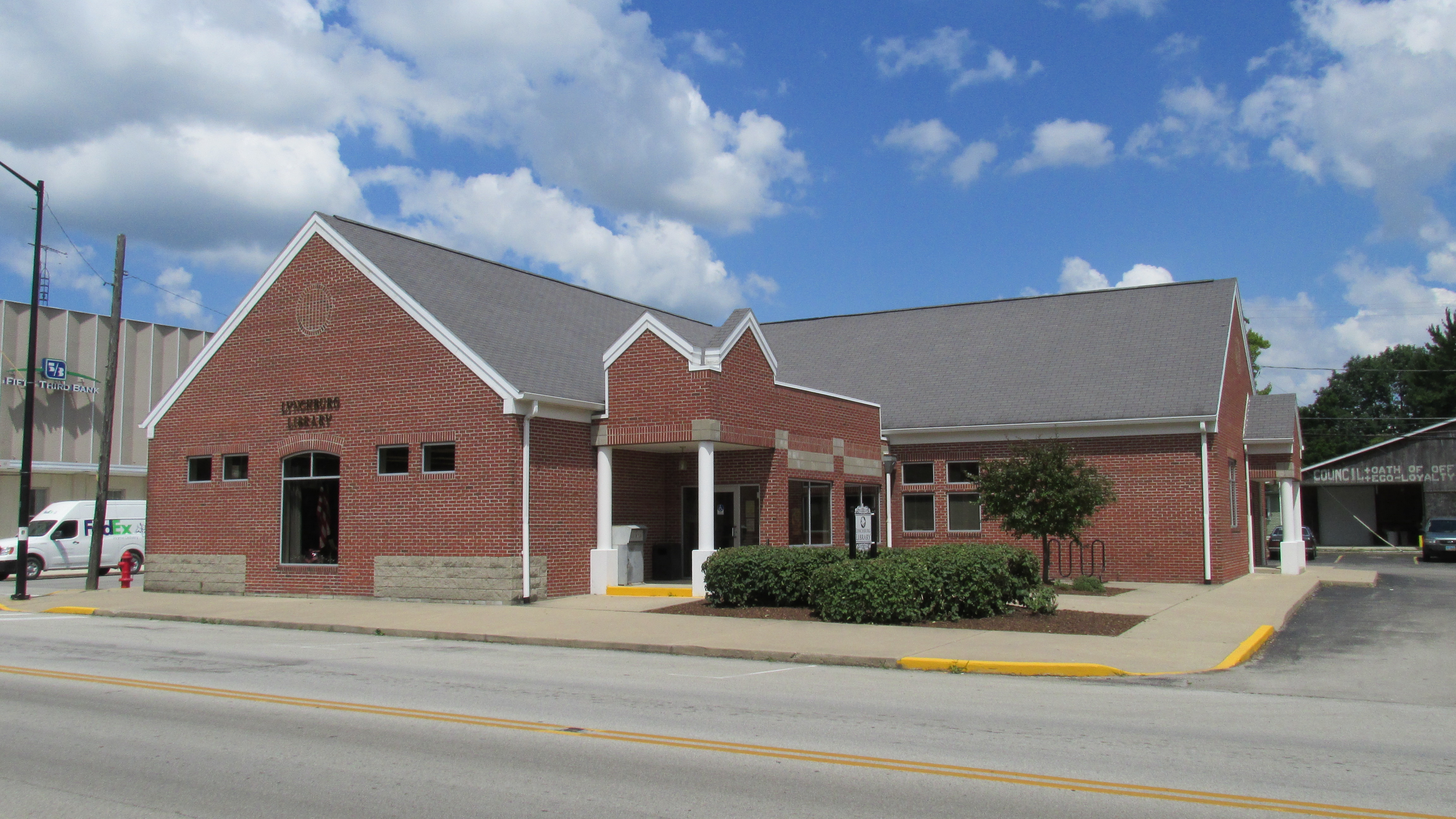

## أعلام
- جوزيف فوراكر
- جيمس دبليو. نيومان
- هارفي صموئيل إروين